# Marsignes
Els marsignes (en llatí Marsigni) eren una tribu germànica que només menciona Tàcit a Germània, i diu que vivia al nord de Bohèmia a l'Alt Elba. En llengua i costums eren propers als sueus.